# Брокен Боу (Небраска)
Брокен Боу (енгл. Broken Bow) град је у америчкој савезној држави Небраска.

## Демографија
По попису из 2010. године број становника је 3.559, што је 68 (1,9%) становника више него 2000. године.
| Група             | 2000.         | 2010.         |
| Белци             | 3.404 (97,5%) | 3.359 (94,4%) |
| Афроамериканци    | 6 (0,2%)      | 16 (0,4%)     |
| Азијати           | 3 (0,1%)      | 3 (0,1%)      |
| Хиспаноамериканци | 28 (0,8%)     | 99 (2,8%)     |
| Укупно            | 3.491         | 3.559         |